# Bolgár csík
A bolgár csík (Sabanejewia bulgarica) a sugarasúszójú halak (Actinopterygii) osztályának pontyalakúak (Cypriniformes) rendjébe, ezen belül a csíkfélék (Cobitidae) családjába tartozó faj.

## Rendszerezés
Korábban a kőfúró csík (Sabanejewia aurata) alfajának tekintették Sabanejewia aurata bulgarica néven.

## Előfordulása
A elterjedési területe a Duna középső és alsó folyása. A Tiszában is vannak állományai.

## Megjelenése
Ez a halfaj legfeljebb 12 centiméter hosszú.

## Életmódja
Tápláléka apró fenéklakók.